# Цудзевич Борис Олександрович
Борис Олександрович Цудзевич (28 червня 1939, Красилів — 12 жовтня 2015, Київ) — український науковець-біохімік, педагог. Доктор біологічних наук (1983), професор (1984). Лауреат Державної премії України в галузі науки і техніки (1998), заслужений професор Київського університету (2009). Ліквідатор наслідків аварії на Чорнобильській АЕС, розробник препарату МІГІ-К (мідієвий гідролізат кислотний), співавтор підручника «Біохімія».
Майже пів століття — науковий співробітник та педагог кафедри біохімії Київського державного (національного) університету імені Тараса Шевченка (1966—2015). Автор понад 300 наукових робіт, учень професорів Давида Фердмана та Євгена Сопіна.

## Життєпис
Народився 28 червня 1939 року в смт (тепер місто) Красилів на Хмельниччині.
У 1953 році вступив до сільськогосподарського технікуму у селі Дзеленці, але після його розформування перевівся до Кам'янець-Подільського сільськогосподарського технікуму, який закінчив у 1958 році за спеціальністю «Молодший агроном». З 1958 по 1961 роки — у лавах Радянської армії. У Красилові працював агрономом та інструктором автомобільної школи.
У 1966 році закінчив кафедру біохімії Київського державного університету імені Тараса Шевченка (КДУ, КНУ), учень професорів Давида Фердмана та Євгена Сопіна. Відтоді ж — науковий співробітник та педагог кафедри. Викладав нормативні курси «Біохімія», «Радіобіологія», спеціальні курси «Молекулярні механізми біосинтезу білків», «Фізико-хімічні методи в біохімії», «Радіаційна біофізика та біохімія».
У 1971 році здобув науковий ступінь кандидата біологічних наук, захистивши дисертацію на тему «Влияние РНК и ее гидролизатов на содержание и интенсивность обновления фосфорсодержащих соединений при лучевом поражении». З 1976 по 1978 роки — заступник декана біологічного факультету КДУ Андрія Каплі.

Могила Бориса Цудзевича, Лісове кладовище

У 1983 році здобув науковий ступінь доктора біологічних наук, захистивши дисертацію на тему «Роль посттрансляционных модификаций белков хроматина в экспрессии генома при лучевом поражении». Через рік затверджений у вченому званні професора.
Працював до останніх днів життя. Раптово помер на 77-му році життя 12 жовтня 2015 року. Похований на Лісовому кладовищі Києва (ділянка № 111а, 50°29′55.86″ пн. ш. 30°38′13.66″ сх. д. / 50.4988500° пн. ш. 30.6371278° сх. д.).

## Наукова та громадська діяльність
Автор понад 300 наукових робіт. Послідовник наукової школи з функціональної біохімії. Науковий керівник та консультант близько 15 докторів та кандидатів наук. Серед учнів Бориса Цудзевича — науковці Ігор Калінін, Тетяна Андрійчук, Людмила Драган, Людмила Остапченко тощо.
Після Чорнобильської катастрофи брав активну участь у ліквідації її наслідків. Спільно з колегами з Московського державного університету розробив препарат МІГІ-К — мідієвий гідролізат кислотний. У 2009 році згадував:
|  | Буквально через декілька днів після аварії такий препарат був запропонований для робітників ЧАЕС. Як і передбачали, він виводив радіонукліди, підвищував працездатність, загальну радіорезистентність організму. Із числа робітників, які вживали МІГІ-К (а таких нараховувалося близько тисячі), лише тридцять відсотків зверталися до лікарів зі скаргами на погіршення самопочуття. ... Напої та консерви, виготовлені на основі мідій, протягом тривалого часу випускалися в Москві і доставлялися в райони з підвищеним радіаційним фоном. |

У 1998 році, разом з колегами з кафедри біохімії, нагороджений Державною премією України в галузі науки і техніки «за написання підручника „Біохімія“».
З 2000 року — академік-секретар відділення біології Академії наук вищої школи України. Голова ревізійної комісії Українського біохімічного товариства. Член експертної ради Вищої атестаційної комісії України з біологічних наук. З 2013 року до кінця життя очолював Раду ветеранів КНУ імені Тараса Шевченка.

## Науковий доробок (частковий)
- Влияние РНК и ее гидролизатов на содержание и интенсивность обновления фосфорсодержащих соединений при лучевом поражении: диссертация на соискание ученой степени кандидата биологических наук. (093) / Киевский гос. ун-т им. Т. Г. Шевченко. — Киев: [б. и.], 1971.
- Биохимический справочник / Н. Е. Кучеренко, Р. П. Виноградова, А. Р. Литвиненко, Б. А. Цудзевич. — К. : Вища школа, 1979. — 304с.
- Биохимическая модель регуляции активности хроматина / Н. Е. Кучеренко, Б. А. Цудзевич, Я. Б. Блюм, Ю. Д. Бабенюк. — Киев: Наук. думка, 1983. — 245 с.
- Физико-химические методы в биохимии: [учебное пособие для биологических специальностей вузов] / Р. П. Виноградова, Б. А. Цудзевич, С. Н. Храпунов. — Киев: Вища школа, 1983. — 287 с.
- Роль посттрансляционных модификаций белков хроматина в экспрессии генома при лучевом поражении: диссертация доктора биологических наук : 03.00.01. — Киев, 1983. — 335 с.
- М. Є. Кучеренко, Ю. Д. Бабенюк, О. М. Васильєв, Р. П. Виноградова, В. М. Войціцький, М. Д. Курський, В. К. Рибальченко, Б. О. Цудзевич. Біохімія: Підручник. — К.: Видавничо-поліграфічний центр «Київський університет», 2002. — 480 с.
- Рівень гомоцистеїну і зміни показників ліпідного обміну при цукровому діабеті 2-го типу, асоційованим із ішемічною хворобою серця / Г. О. Мілованова, Б. О. Цудзевич, Ю. І. Сливчук // Біологія тварин. — 2010. — Т. 12, № 2. — С. 297—302.
- Металозв'язувальна здатність металотіонеїнів печінки щурів за отруєння важкими металами / Б. О. Цудзевич, І. В. Калінін // Український біохімічний журнал. — 2011. — Т. 83, № 4. — С. 108—112.
- Метаболічні показники в організмі щурів за умов інтоксикації важкими металами / І. В. Калінін, Н. М. Данченко, Б. О. Цудзевич // Проблеми екологічної та медичної генетики і клінічної імунології. — 2012. — Вип. 6. — С. 216—223.
- Вміст метаболітів оксиду азоту в печінці та сироватці крові щурів за умов інтоксикації важкими металами / Б. О. Цудзевич, І. В. Калінін, В. В. Полякова, Ю. О. Омельченко, Н. А. Петрук // Біологія тварин. — 2012. — Т. 14, № 1-2. — С. 347—351.
- Антиоксидантна система в тканинах щурів за умов інтоксикації важкими металами / Б. О. Цудзевич, І. В. Калінін, Н. А. Петрук // Сучасні проблеми токсикології. — 2012. — № 2. — С. 36-39.
- Ксенобіотики: накопичення, детоксикація та виведення з живих організмів / Б. О. Цудзевич, О. Б. Столяр, І. В. Калініна [та ін.]. — Тернопіль: Видавництво ТНТУ ім. І. Пулюя, 2012. — 384 с.
- Вплив солей міді на функціонування антиоксидантної системи у тканинах щурів / Б. О. Цудзевич, І. В. Калінін // Доповiдi Нацiональної академiї наук України. — 2013. — № 9. — С. 179—183.
- Антиоксидантна система щурів за умов інтоксикації важкими металами та при застосуванні a-ліпоєвої і фолієвої кислот / І. В. Калінін, Н. М. Данченко, Б. О. Цудзевич // Проблеми харчування. — 2013. — № 1. — С. 55-58.
- Використання інфрачервоної спектроскопії для дослідження тканин щурів, інтоксикованих кадмієм / Б. О. Цудзевич, І. В. Калінін, В. В. Лівенцов, А. Ю. Коцюк // Сучасні проблеми токсикології. — 2013. — № 1-2. — С. 89-93.
- Особливості біосинтезу жовчних кислот у печінці щурів при навантаженні їх організму таурином / Н. М. Данченко, В. М. Бабан, Е. М. Решетнік, С. П. Весельський, Б. О. Цудзевич // Питання біоіндикації та екології. — 2014. — Вип. 19, № 1. — С. 247—258.
- Співвідношення жовчних кислот у жовчі щурів за умов розвитку алоксаніндукованого цукрового діабету / Н. М. Данченко, С. П. Весельський, Б. О. Цудзевич // The Ukrainian biochemical journal. — 2014. — Vol. 86, № 6. — С. 147—153.
- Особливості функціонування антиоксидантної системи в тканинах щурів при отруєнні важкими металами / І. Калінін, Б. Цудзевич // Вісник Київського національного університету імені Тараса Шевченка. Проблеми регуляції фізіологічних функцій. — 2016. — Вип. 2. — С. 5-8.

## Нагороди
- 1998 — Державна премія України в галузі науки і техніки — «за написання підручника „Біохімія“»
- 2002 — Нагорода Ярослава Мудрого
- 2009 — «Заслужений професор Київського національного університету імені Тараса Шевченка»
- 2013 — Премія імені Тараса Шевченка Київського національного університету імені Тараса Шевченка — «за цикл наукових праць „Метаболізм ксенобіотиків в живих організмах“»
- 2014 — орден «За заслуги» III ступеня
- медаль Національної академії педагогічних наук України «Ушинський К. Д.»